# Terra Nova (filme português)
Terra Nova é um filme português de drama, realizado por Artur Ribeiro e produzido por Ana Costa.

## Sinopse
O filme retrata a viagem do lugre bacalhoeiro Terra Nova, que após um mau ano de pesca nas águas do Labrador, o Capitão decide arriscar numa travessia até à Gronelândia. Devido à rota que nunca antes tinha sido navegada e às lutas contra tempestades e o frio do Atlântico Norte, o medo e o conflito intensifica-se entre a tripulação.

## Elenco
- Ricardo de Sá como Tó Verde
- Miguel Borges como Tó Maria
- Rodrigo Tomás como Toino Nazareno
- João Catarré como Zé Sol
- Vítor Norte como Ti João
- Virgílio Castelo como Capitão Silva
- João Reis como Manuel da Teiga
- Manuel Sá Pessoa como Carlos
- Miguel Partidário como Miguel das Ondas
- Pedro Lacerda como Albino
- Vítor Andrade como Bernardo
- Miguel Melo como Cozinheiro
- Paulo Manso como Manel Cruz
- João Craveiro como Zé Espada[1]